# Q Are We Not Men? Answer: We Are Devo!
Q: Are We Not Men? A: We Are Devo! es el primer álbum de la banda de rock, Devo. Fue lanzado en julio de 1978. Este álbum apareció número 477 en la lista de Rolling Stone de los 500 mejores álbumes de todos los tiempos.
El álbum fue producido por Brian Eno, en los estudios Conny Plank en Colonia, Alemania. La banda logró ponerse en contacto con Eno cuando consiguieron entregarle un demo a David Bowie durante un show en Cleveland.

## Lista de canciones
1. "Uncontrollable Urge" (3:09)
2. "(I Can't Get No) Satisfaction" (2:40)
3. "Praying Hands" (2:47)
4. "Space Junk" (2:14)
5. "Mongoloid" (3:44)
6. "Jocko Homo" (3:40)
7. "Too Much Paranoias" (1:57)
8. "Gut Feeling" (4:54)
9. "Come Back Jonee" (3:47)
10. "Sloopy (I Saw My Baby Getting')" (2:40)
11. "Shrivel-Up" (3:05)

- Datos: Q670074